# Straßenradsport-Europameisterschaften 2018
Die Straßenradsport-Europameisterschaften 2018 (2018 UEC Road European Championships) fanden vom 5. bis 9. August 2018 im britischen Glasgow für die Eliteklasse statt. Die Straßenwettbewerbe für die Juniorinnen und Junioren sowie die Fahrer der U23 wurden vom 12. bis 15. Juli im tschechischen Brünn und in Zlín ausgetragen. Damit war Tschechien nach 1995 (Trutnov) und 2013 (Olmütz) zum dritten Mal Schauplatz von Straßen-Europameisterschaften.
Bei beiden Meisterschaften wurden insgesamt zwölf Titel in den Kategorien Elite, Junioren und U23, jeweils an Männer und Frauen, vergeben. Die Elite-Europameisterschaften auf der Straße wurden ebenso wie die Bahn-Europameisterschaften im Rahmen der erstmals stattfindenden Multisportveranstaltung European Championships ausgetragen, die gleichzeitig in Glasgow und in Berlin organisiert wurde.
Für die Straßen-Europameisterschaften der Junioren/U23 meldeten 734 Sportlerinnen und Sportler aus 42 Ländern ihre Teilnahme an, um acht Titel unter sich auszumachen. Die Einzelzeitfahren wurden in Brünn ausgetragen, die Straßenrennen in Zlín.

## Zeitplan
| Datum                         | Zeit (MEZ)                    | Wettkampf                       | Distanz (km)                  | Europameister 2017            | Europameister 2018            |                               |                               |
| Wettbewerbe in Brünn und Zlín | Wettbewerbe in Brünn und Zlín | Wettbewerbe in Brünn und Zlín   | Wettbewerbe in Brünn und Zlín | Wettbewerbe in Brünn und Zlín | Wettbewerbe in Brünn und Zlín | Wettbewerbe in Brünn und Zlín | Wettbewerbe in Brünn und Zlín |
| ----------------------------- | ----------------------------- | ------------------------------- | ----------------------------- | ----------------------------- | ----------------------------- | ----------------------------- | ----------------------------- |
| Donnerstag, 12. Juli – Brünn  | 10:00                         | Juniorinnen – Einzelzeitfahren  | 011,5                         | Elena Pirrone                 | Vittoria Guazzini             |                               |                               |
| Donnerstag, 12. Juli – Brünn  | 13:00                         | Frauen U 23 – Einzelzeitfahren  | 023,0                         | Pernille Mathiesen            | Aafke Soet                    |                               |                               |
| Freitag, 13. Juli – Brünn     | 9:00                          | Junioren – Einzelzeitfahren     | 023,0                         | Andreas Leknessund            | Remco Evenepoel               |                               |                               |
| Freitag, 13. Juli – Brünn     | 13:00                         | Männer U23 – Einzelzeitfahren   | 023,0                         | Kasper Asgreen                | Edoardo Affini                |                               |                               |
| Samstag, 14. Juli – Zlín      | 11:00                         | Juniorinnen – Straßenrennen     | 75,6                          | Lorena Wiebes                 | Ajgul Garejewa                |                               |                               |
| Samstag, 14. Juli – Zlín      | 14:30                         | Frauen U23 – Straßenrennen      | 108,0                         | Pernille Mathiesen            | Nikola Nosková                |                               |                               |
| Sonntag, 15. Juli – Zlín      | 9:00                          | Junioren – Straßenrennen        | 118,8                         | Michele Gazzoli               | Remco Evenepoel               |                               |                               |
| Sonntag, 15. Juli – Zlín      | 13:00                         | Männer U 23 – Straßenrennen     | 140,4                         | Casper Pedersen               | Marc Hirschi                  |                               |                               |
| Wettbewerbe in Glasgow        |                               |                                 |                               |                               |                               |                               |                               |
| Sonntag, 5. August            | 12:30                         | Frauen Elite – Straßenrennen    | 130                           | Marianne Vos                  | Marta Bastianelli             |                               |                               |
| Mittwoch, 8. August           | 8:45                          | Frauen Elite – Einzelzeitfahren | 32                            | Ellen van Dijk                | Ellen van Dijk                |                               |                               |
| Mittwoch, 8. August           | 12:45                         | Elite Männer – Einzelzeitfahren | 45,7                          | Victor Campenaerts            | Victor Campenaerts            |                               |                               |
| Sonntag, 12. August           | 10:30                         | Elite Männer – Straßenrennen    | 230                           | Alexander Kristoff            | Matteo Trentin                |                               |                               |

## Resultate

### Frauen Elite

#### Straßenrennen
| Platz | Sportlerin           | Land | Zeit (h)             |
| ----- | -------------------- | ---- | -------------------- |
| 1     | Marta Bastianelli    | ITA  | 3:28:15 (37,45 km/h) |
| 2     | Marianne Vos         | NED  | gl. Zeit             |
| 3     | Lisa Brennauer       | GER  | gl. Zeit             |
| 4     | Elena Cecchini       | ITA  | gl. Zeit             |
| 5     | Rasa Leleivytė       | LTU  | gl. Zeit             |
| 6     | Christina Malling    | DEN  | gl. Zeit             |
| 7     | Kaat Hannes          | BEL  | gl. Zeit             |
| 8     | Anna van der Breggen | NED  | gl. Zeit             |
| 9     | Lorena Wiebes        | NED  | gl. Zeit             |
| 10    | Danielle Rowe        | GBR  | gl. Zeit             |
|       |                      | …    |                      |
| 24    | Liane Lippert        | GER  | + 0:08 min           |
| 48    | Lisa Klein           | GER  | + 3:47 min           |
| 49    | Clara Koppenburg     | GER  | + 3:47 min           |
| 50    | Nicole Hanselmann    | SUI  | + 3:47 min           |
| 52    | Martina Ritter       | AUT  | + 3:47 min           |
| 53    | Kathrin Hammes       | GER  | + 3:47 min           |
| 54    | Trixi Worrack        | GER  | + 3:47 min           |
| 63    | Sarah Rijkes         | AUT  | + 5:50 min           |
| 70    | Desirée Ehrler       | SUI  | + 10:11 min          |

Streckenlänge: 130 Kilometer.

Europameisterin im Sprint des Vorderfeldes wurde Marta Bastianelli vor Marianne Vos und Lisa Brennauer, die wenige Tage zuvor noch bei den Bahneuropameisterschaften den Titel in der Einerverfolgung gewonnen hatte. Zuvor wurde eine späte Attacke von Anna van der Breggen und Elisa Longo Borghini auf dem Schlusskilometer beendet.
Es waren 107 Fahrerinnen am Start, von denen 73 das Ziel erreichten. Vorzeitig beendet haben das Rennen u. a. Kathrin Schweinberger aus Österreich; Charlotte Becker und Mieke Kröger aus Deutschland.

#### Einzelzeitfahren
| Platz | Athletin              | Land | Zeit (min)             | Abstand (min) |
| ----- | --------------------- | ---- | ---------------------- | ------------- |
| 1     | Ellen van Dijk        | NED  | 41:39,80 (46,517 km/h) |               |
| 2     | Anna van der Breggen  | NED  | 41:41,83               | + 0:02,13     |
| 3     | Trixi Worrack         | GER  | 42:48,29               | + 1:09,59     |
| 4     | Anastassija Pljaskina | RUS  | 43:01,16               | + 1:21,46     |
| 5     | Audrey Cordon         | FRA  | 43:35,64               | + 1:55,94     |
| 6     | Pernille Mathiesen    | DEN  | 43:48,47               | + 2:09,04     |
| 7     | Elisa Longo Borghini  | ITA  | 43:51,78               | + 2:12,08     |
| 8     | Eugenia Bujak         | SLO  | 44:00,00               | + 2:20,30     |
| 9     | Hayley Simmonds       | GBR  | 44:07,07               | + 2:27,37     |
| 10    | Lotta Lepistö         | FIN  | 44:18,13               | + 2:38,43     |
|       |                       | …    |                        |               |
| 11    | Martina Ritter        | AUT  | 44:23,14               | + 2:43,44     |
| 14    | Lisa Brennauer        | GER  | 44:40,69               | + 3:00,09     |
| 15    | Nicole Hanselmann     | SUI  | 45:08,76               | + 3:29,06     |
| 28    | Marlen Reusser        | SUI  | 31:49,27               | + 2:58,92     |
| 29    | Martina Ritter        | SUI  | 31:52,70               | + 3:02,35     |

Streckenlänge: 32,3 Kilometer.

Es starteten 34 Fahrerinnen, von denen 32 gewertet wurden.

### Männer Elite

#### Straßenrennen
| Platz | Athlet               | Land | Zeit                    |
| ----- | -------------------- | ---- | ----------------------- |
| 1     | Matteo Trentin       | ITA  | 5:50:02 h (39,493 km/h) |
| 2     | Mathieu van der Poel | NED  | gl. Zeit                |
| 3     | Wout van Aert        | BEL  | gl. Zeit                |
| 4     | Jesús Herrada        | ESP  | gl. Zeit                |
| 5     | Davide Cimolai       | ITA  | gl. Zeit                |
| 6     | Xandro Meurisse      | BEL  | + 00:07                 |
| 7     | Michael Albasini     | SUI  | + 00:07                 |
| 8     | Pierre-Luc Périchon  | FRA  | + 00:07                 |
| 9     | Nico Denz            | GER  | + 00:25                 |
| 10    | Maurits Lammertink   | NED  | + 02:15                 |
|       |                      | …    |                         |
| 13    | Rick Zabel           | GER  | + 02:22                 |
| 17    | Joshua Huppertz      | GER  | + 02:25                 |
| 27    | Alexander Krieger    | GER  | + 02:32                 |
| 28    | Matthias Krizek      | AUT  | + 02:32                 |
| 31    | John Degenkolb       | GER  | + 02:32                 |
| 34    | Claudio Imhof        | SUI  | + 02:32                 |
| 35    | Roland Thalmann      | SUI  | + 02:32                 |
| 36    | Jonas Koch           | GER  | + 02:32                 |
| 40    | Lukas Spengler       | GER  | + 03:18                 |
| 44    | Stephan Rabitsch     | AUT  | + 04:12                 |

Streckenlänge: 230,4 Kilometer.

Europameister im Sprint einer sechsköpfigen Spitzengruppe wurde Matteo Trentin vor dem amtierenden Cyclocrosseuropameister Mathieu van der Poel und dem amtierenden Cyclocrossweltmeister Wout van Aert. Die ursprünglich zehn Fahrer starke Spitzengruppe bildete sich etwa 50 Kilometer vor dem Ziel nach einer Attacke von Nico Denz, fiel aber neun Kilometer später nach einem Sturz auseinander. Es gingen 136 Fahrer an den Start, von denen 51 das Ziel erreichten. Zu den ausgeschiedenen Fahrern gehörte der amtierende Straßenweltmeister Peter Sagan.
Ebenfalls aufgeben mussten die Deutschen Roger Kluge und Marcel Meisen sowie die Schweizer Fabian Lienhard und Dylan Page.

#### Einzelzeitfahren
| Platz | Athlet                  | Land | Zeit (min)             | Abstand (min) |
| ----- | ----------------------- | ---- | ---------------------- | ------------- |
| 1     | Victor Campenaerts      | BEL  | 53:38,78 (51,112 km/h) |               |
| 2     | Jonathan Castroviejo    | ESP  | 53:39,41               | + 0:00,63     |
| 3     | Maximilian Schachmann   | GER  | 54:06,16               | + 0:27,38     |
| 4     | Yves Lampaert           | BEL  | 54:09,77               | + 0:30,99     |
| 5     | Alex Dowsett            | GBR  | 54:13,84               | + 0:35,06     |
| 6     | Ryan Mullen             | IRL  | 54:19,21               | + 0:40,43     |
| 7     | Stefan Küng             | SUI  | 54:23,23               | + 0:44,45     |
| 8     | Jos van Emden           | NED  | 54:33,98               | + 0:55,20     |
| 9     | Rasmus Christian Quaade | DEN  | 54:34,28               | + 0:55,50     |
| 10    | Dylan van Baarle        | NED  | 54:42,27               | + 1:03,49     |
|       |                         | …    |                        |               |
| 14    | Marco Mathis            | GER  | 55:45,23               | + 2:06,45     |
| 23    | Matthias Brändle        | AUT  | 57:30,96               | + 3:52,18     |

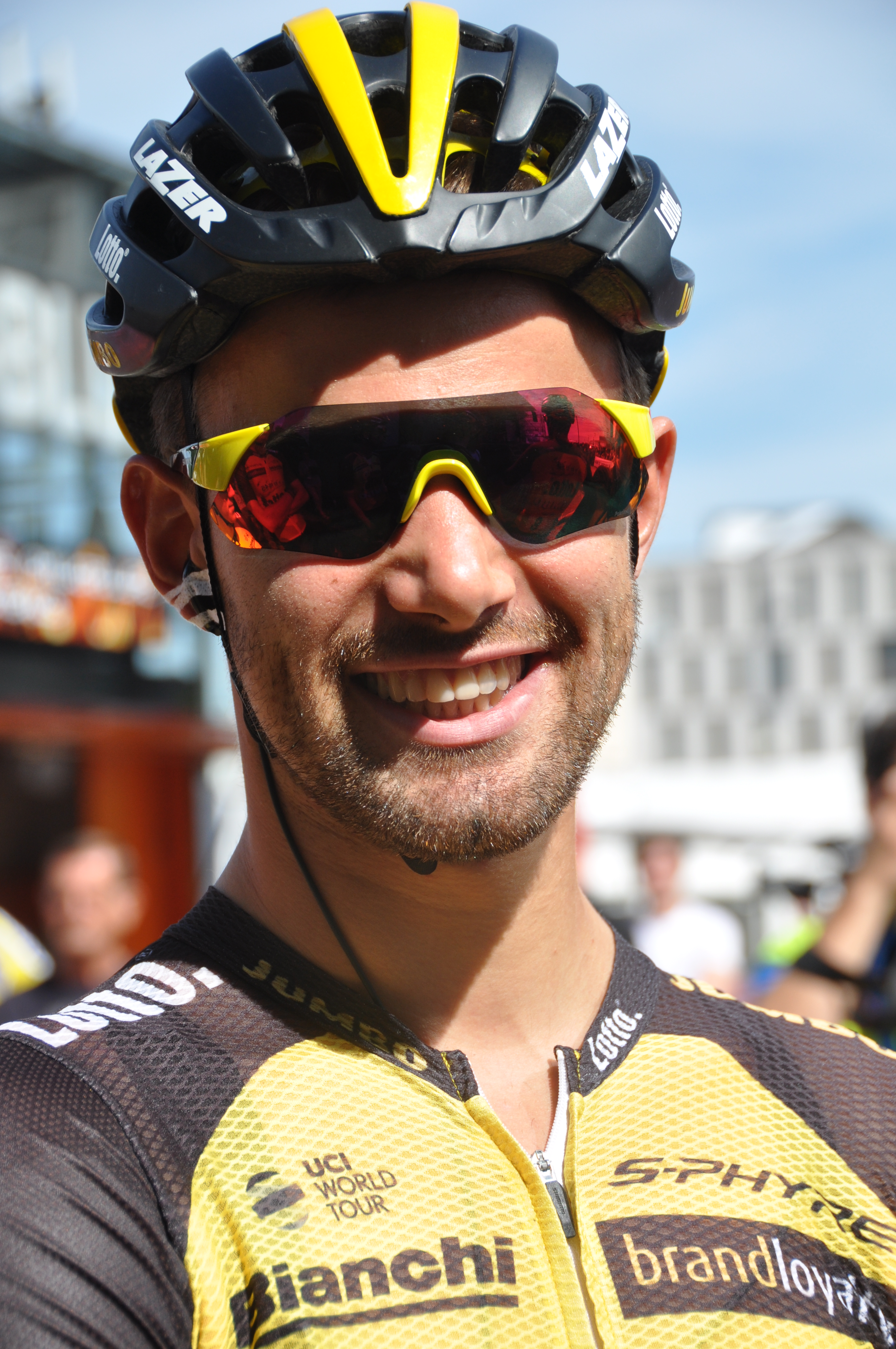
Zum zweiten Mal in Folge Europameister im Einzelzeitfahren: Victor Campenaerts aus Belgien

Streckenlänge: 45,7 Kilometer.
Es gingen 34 Fahrer an den Start.

### Frauen U23
| Straßenrennen (108 km) |                     |      |                      |
| Platz                  | Sportlerin          | Land | Zeit (h)             |
|                        | Nikola Nosková      | CZE  | 3:31:47 (30,60 km/h) |
|                        | Aafke Soet          | NED  | + 3:49 min           |
|                        | Letizia Paternoster | ITA  | + 7:15 min           |

| Einzelzeitfahren (23 km) |                |      |                       |
| Platz                    | Sportlerin     | Land | Zeit (min)            |
|                          | Aafke Soet     | NED  | 33:24,34 (41,32 km/h) |
|                          | Lisa Klein     | GER  | + 1:05,65             |
|                          | Nikola Nosková | CZE  | +1:08,21              |

### Männer U23
| Straßenrennen (140,4 km) |                         |      |                       |
| Platz                    | Sportler                | Land | Zeit                  |
|                          | Marc Hirschi            | SUI  | 3:58:14h (35,36 km/h) |
|                          | Victor Lafay            | FRA  | gl. Zeit              |
|                          | Fernando Barceló Aragón | ESP  | gl. Zeit              |

| Zeitfahren (23 km) |                 |      |                       |
| Platz              | Sportler        | Land | Zeit (min)            |
|                    | Edoardo Affini  | ITA  | 29:26:53 (46,89 km/h) |
|                    | Izidor Penko    | SLO  | + 25,71 s             |
|                    | Markus Wildauer | AUT  | + 31,78 s             |

### Juniorinnen
| Straßenrennen (75,6 km) |                   |      |                      |
| Platz                   | Sportlerin        | Land | Zeit (h)             |
|                         | Aigul Garejewa    | RUS  | 2:28:29 (30,55 km/h) |
|                         | Vittoria Guazzini | ITA  | + 6:01 min           |
|                         | Hannah Ludwig     | GER  | gl. Zeit             |

| Einzelzeitfahren (11,5 km) |                   |      |                       |
| Platz                      | Sportlerin        | Land | Zeit (min)            |
|                            | Vittoria Guazzini | ITA  | 17:00,57 (40,59 km/h) |
|                            | Hannah Ludwig     | GER  | + 8,17 s              |
|                            | Marta Jakulska    | POL  | + 11,09 s             |

### Junioren
| Straßenrennen (118,8 km) |                  |      |                      |
| Platz                    | Sportler         | Land | Zeit (h)             |
|                          | Remco Evenepoel  | BEL  | 3:15:19 (36,49 km/h) |
|                          | Alexandre Balmer | SUI  | + 9:44 min           |
|                          | Carlos Rodríguez | ESP  | + 9:46 min           |

| Einzelzeitfahren (23 km) |                 |      |                       |
| Platz                    | Sportler        | Land | Zeit (min)            |
|                          | Remco Evenepoel | BEL  | 29:51,30 (46,23 km/h) |
|                          | Ilan Van Wilder | BEL  | + 24,14 s             |
|                          | Antonio Tiberi  | ITA  | + 40,26 s             |

## Medaillenspiegel
| Rang  | Land        | Gold | Silber | Bronze | Gesamt |
| ----- | ----------- | ---- | ------ | ------ | ------ |
| 1     | Italien     | 4    | 1      | 2      | 7      |
| 2     | Belgien     | 3    | 1      | 1      | 5      |
| 3     | Niederlande | 2    | 4      | –      | 6      |
| 4     | Schweiz     | 1    | 1      | –      | 2      |
| 5     | Tschechien  | 1    | –      | 1      | 2      |
| 6     | Russland    | 1    | –      | –      | 1      |
| 7     | Deutschland | –    | 2      | 4      | 6      |
| 8     | Spanien     | –    | 1      | 2      | 3      |
| 9     | Frankreich  | –    | 1      | –      | 1      |
| 9     | Slowenien   | –    | 1      | –      | 1      |
| 11    | Österreich  | –    | –      | 1      | 1      |
| 11    | Polen       | –    | –      | 1      | 1      |
| Total | Total       | 12   | 12     | 12     | 36     |

## Aufgebote

### Bund Deutscher Radfahrer
- U23 Frauen Zeitfahren: Lisa Klein, Christa Riffel
- U23 Frauen Straßenrennen: Lisa Klein, Christa Riffel, Lea Lin Teutenberg, Jacqueline Dietrich, Wiebke Rodieck
- U23 Männer Zeitfahren: Juri Hollmann, Leon Heinschke
- U23 Männer Straßenrennen: Johannes Adamietz, Georg Zimmermann, Tobias Nolde, Victor Brück, Dorian Lübbers, Juri Hollmann
- Juniorinnen Zeitfahren: Hannah Ludwig
- Juniorinnen Straßenrennen: Hannah Ludwig
- Junioren Zeitfahren: Jakob Geßner, Michel Heßmann
- Junioren Straßenrennen: Jakob Geßner, Michel Heßmann, Marius Mayrhofer, Felix Engelhardt, Pirmin Benz, Erik Vater. Ersatzfahrer: Tom Lindner
- Frauen Zeitfahren. Lisa Brennauer, Trixi Worrack
- Frauen Straßenrennen: Charlotte Becker, Lisa Brennauer, Kathrin Hammes, Lisa Klein, Clara Koppenburg, Mieke Kröger, Liane Lippert
- Männer Zeitfahren: Marco Mathis, Maximilian Schachmann
- Männer Straßenrennen: Nico Denz, John Degenkolb, André Greipel, Joshua Huppertz, Jonas Koch, Roger Kluge, Alexander Krieger, Marcel Meisen, Marcel Sieberg, Rick Zabel

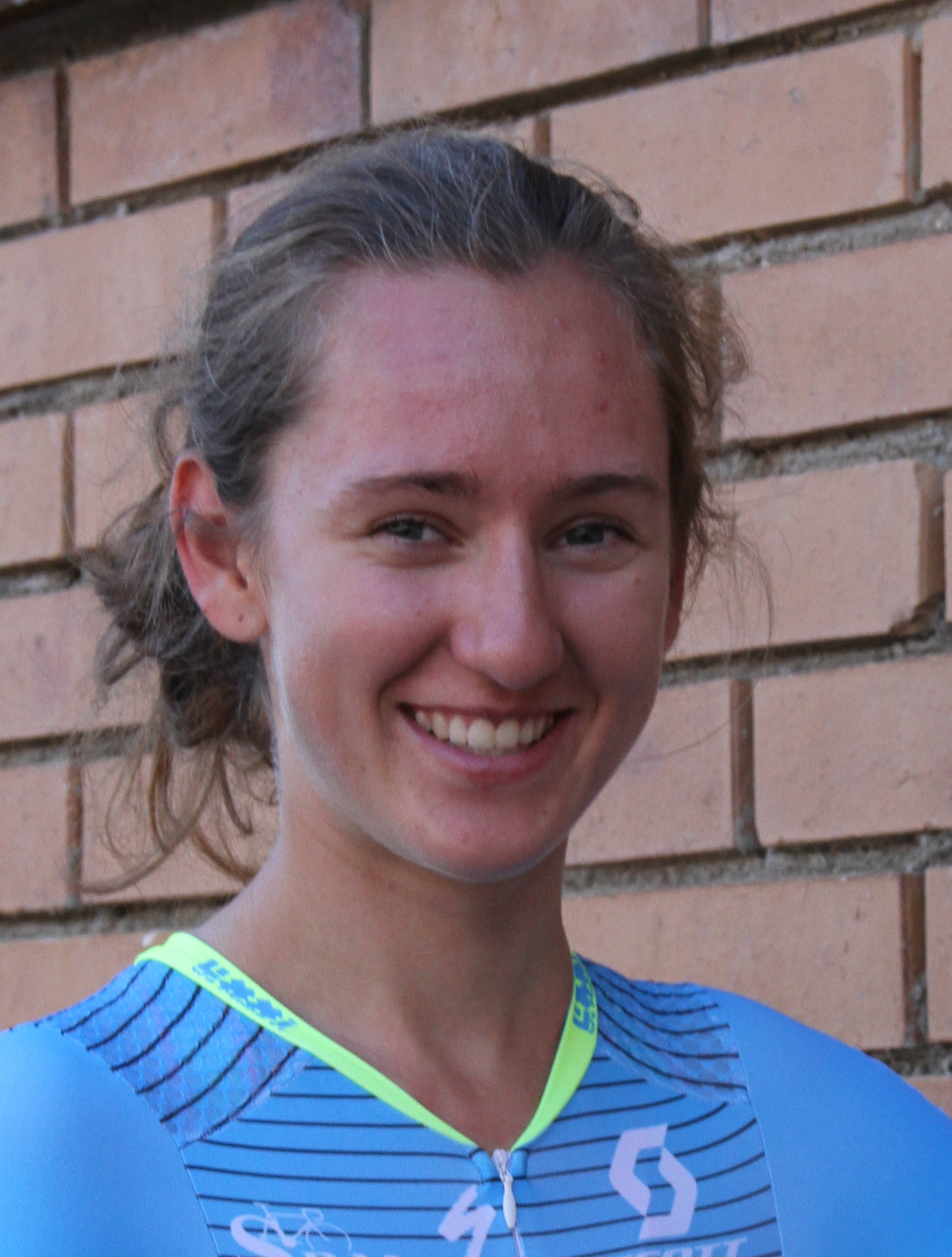
Lea-Lin Teutenberg
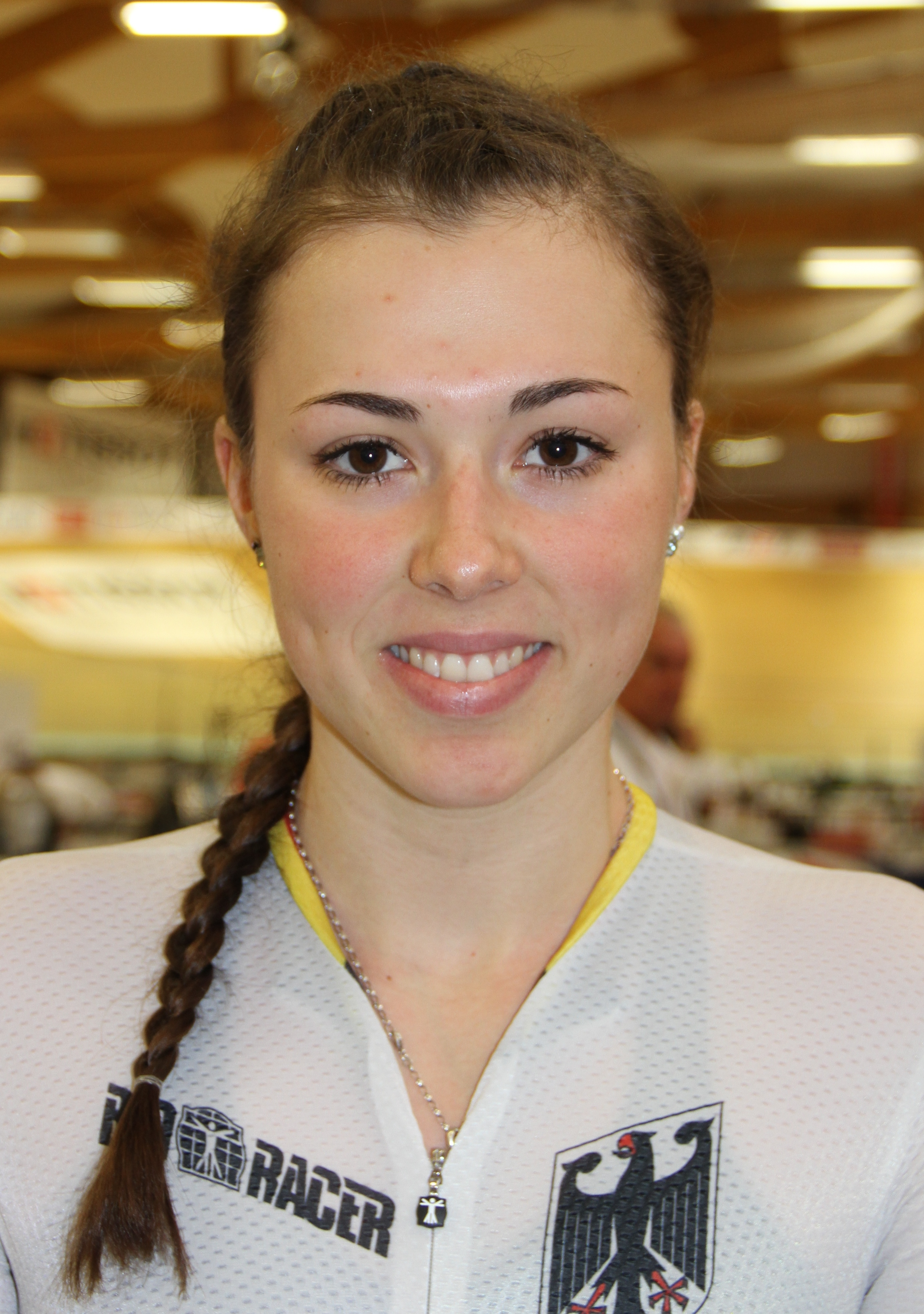
Lisa Klein
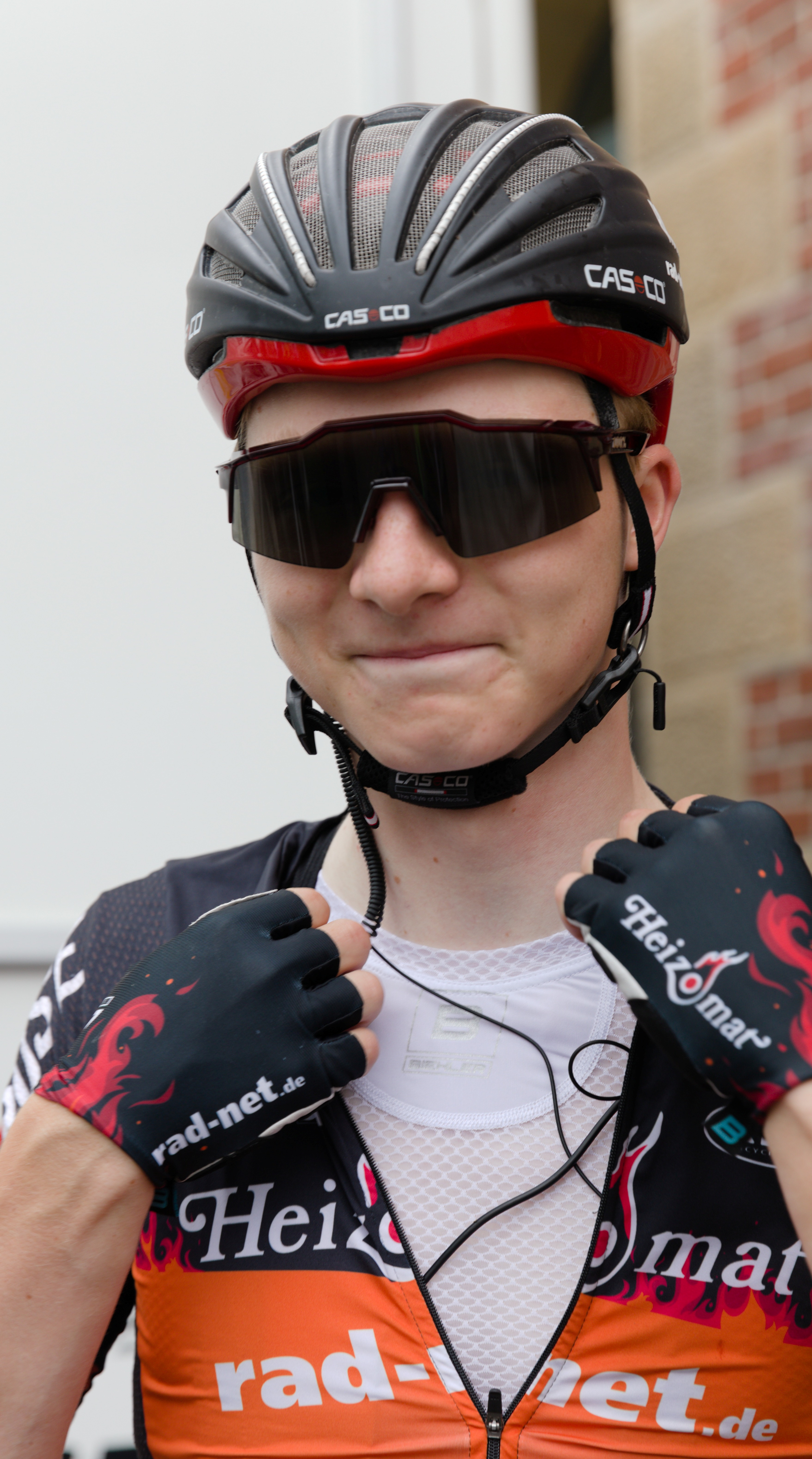
Juri Hollmann
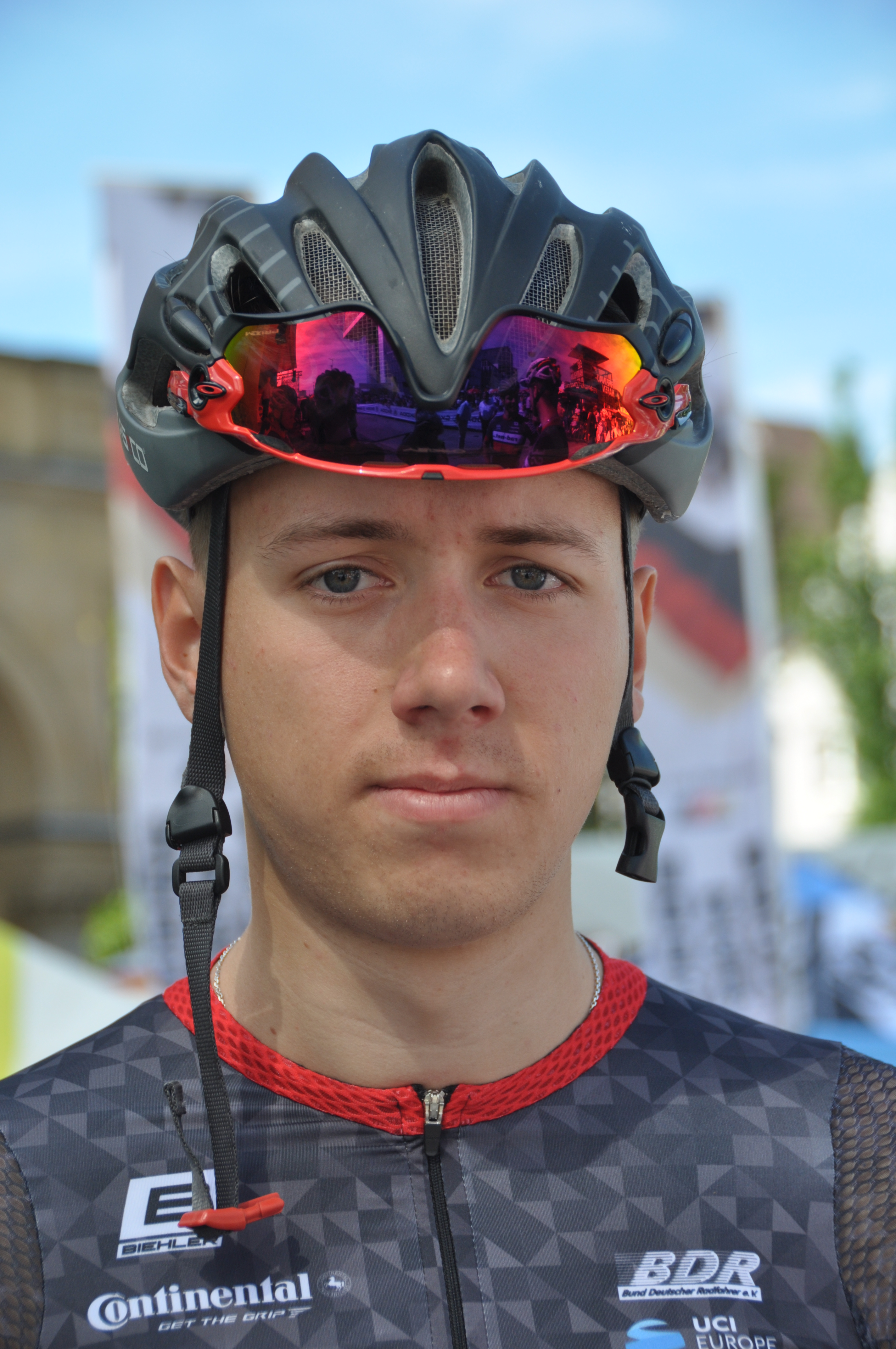
Tobias Nolde
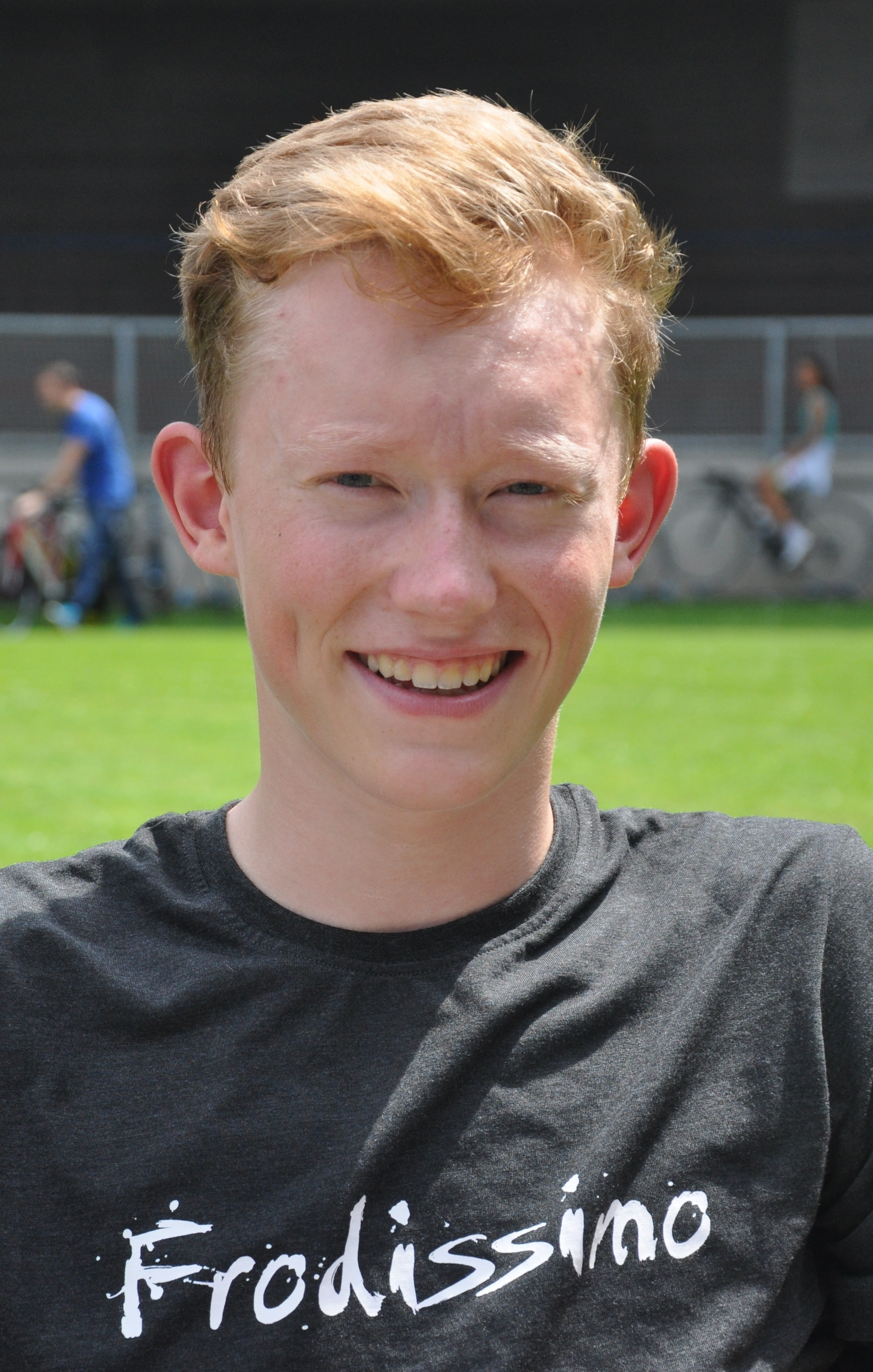
Jakob Geßner

### Österreichischer Radsport-Verband
- U23 Frauen Zeitfahren: Hannah Gruber-Stadler
- U23 Frauen Straßenrennen: Hannah Gruber-Stadler, Christina Schweinberger, Kathrin Schweinberger
- U23 Männer Zeitfahren: Patrick Gamper, Markus Wildauer
- U23 Männer Straßenrennen: Tobias Bayer, Mario Gamper, Patrick Gamper, Markus Wildauer, Florian Kierner, Felix Ritzinger. Ersatzfahrer: Moran Vermeulen
- Juniorinnen Zeitfahren: Janine Kokas
- Juniorinnen Straßenrennen: Katharina Kreidl, Hannah Streicher
- Junioren Zeitfahren: Valentin Götzinger, Maximilian Kabas, Maximilian Schmidbauer
- Junioren Straßenrennen: Paul Bleyer, Alexander Gratzer, Maximilian Kabas, Maximilian Schmidbauer, Valentin Götzinger, Florian Maier, Jakob Reiter, Mario Holzleitner, Nikolas Riegler, Fabian Steininger

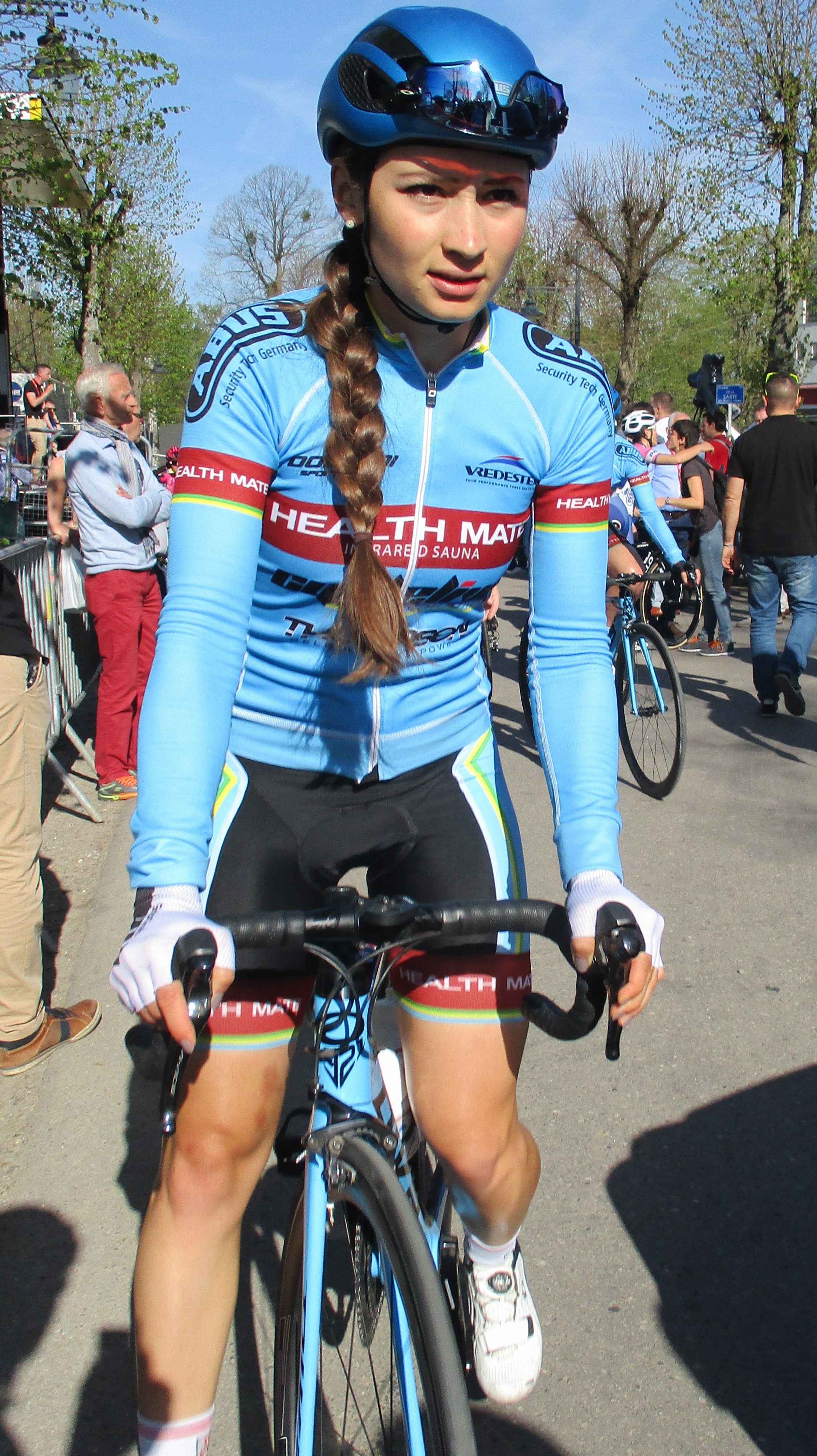
Kathrin Schweinberger
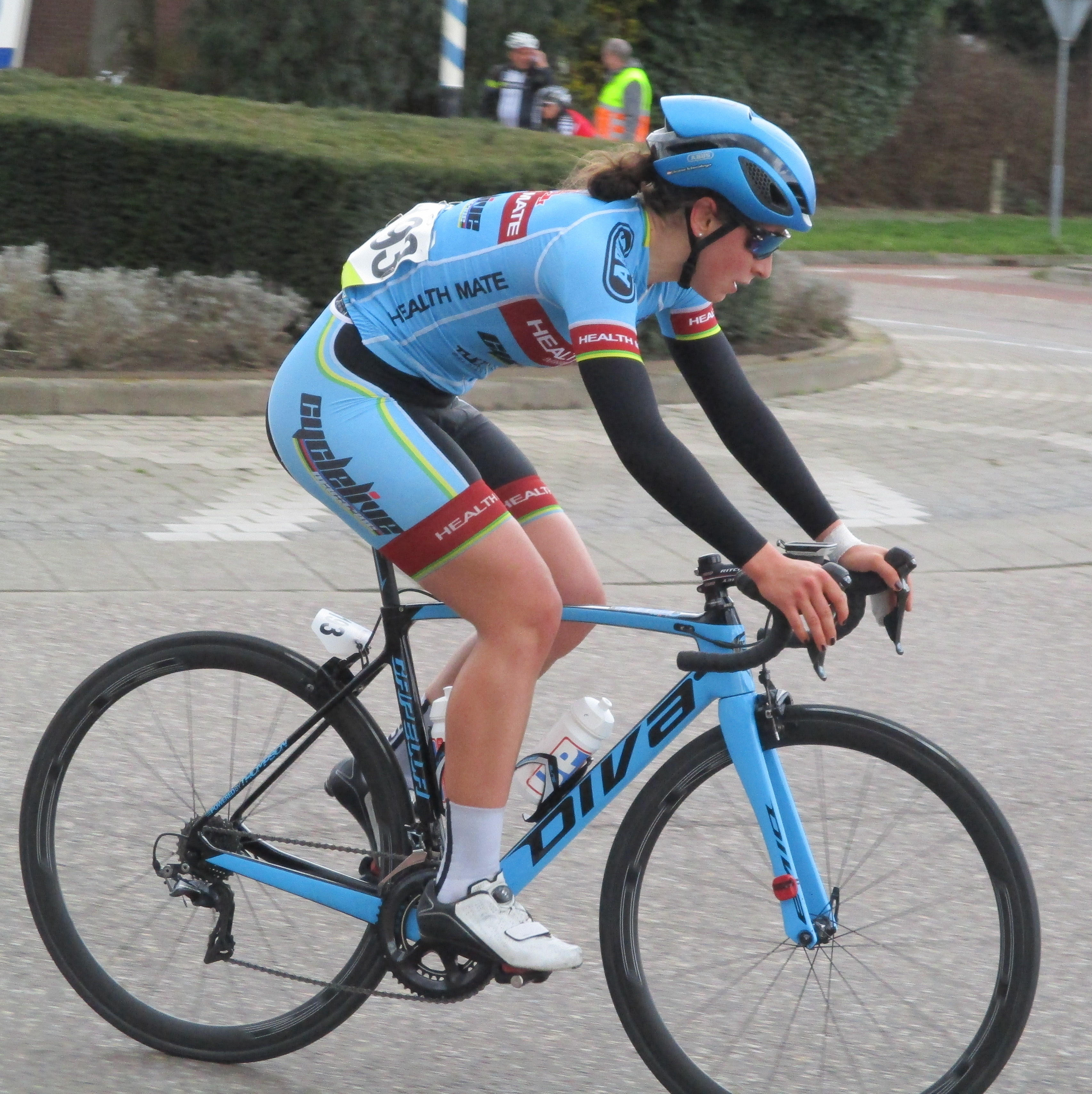
Christina Schweinberger

### Swiss Cycling
- Elite Frauen Zeitfahren: Nicole Hanselmann
- Elite Frauen Straßenrennen: Desirée Ehrler, Nicole Hanselmann
- Elite Männer Zeitfahren: Stefan Küng
- Elite Männer Straßenrennen: Michael Albasini, Claudio Imhof, Fabian Lienhard, Dylan Page, Lukas Spengler, Roland Thalmann. Ersatzfahrer: Colin Stüssi
- U23 Frauen Zeitfahren: Fabienne Buri
- U23 Frauen Straßenrennen: Fabienne Buri, Meret Zimmermann
- U23 Männer Zeitfahren: Stefan Bissegger, Marc Hirschi. Ersatzfahrer: Gino Mäder
- U23 Männer Straßenrennen: Gordian Banzer, Dimitri Bussard, Marc Hirschi, Gino Mäder, Justin Paroz, Joab Schneiter. Ersatzfahrer: Reto Müller, Stefan Bissegger
- Juniorinnen Zeitfahren: Noemi Rüegg
- Juniorinnen Straßenrennen: Noemi Rüegg, Lara Stehli
- Junioren Zeitfahren: Alexandre Balmer
- Junioren Straßenrennen: Alexandre Balmer, Jonathan Bögli, Ruben Eggenberg, Igor Humbert, Simon Imboden, Manuel Naegeli

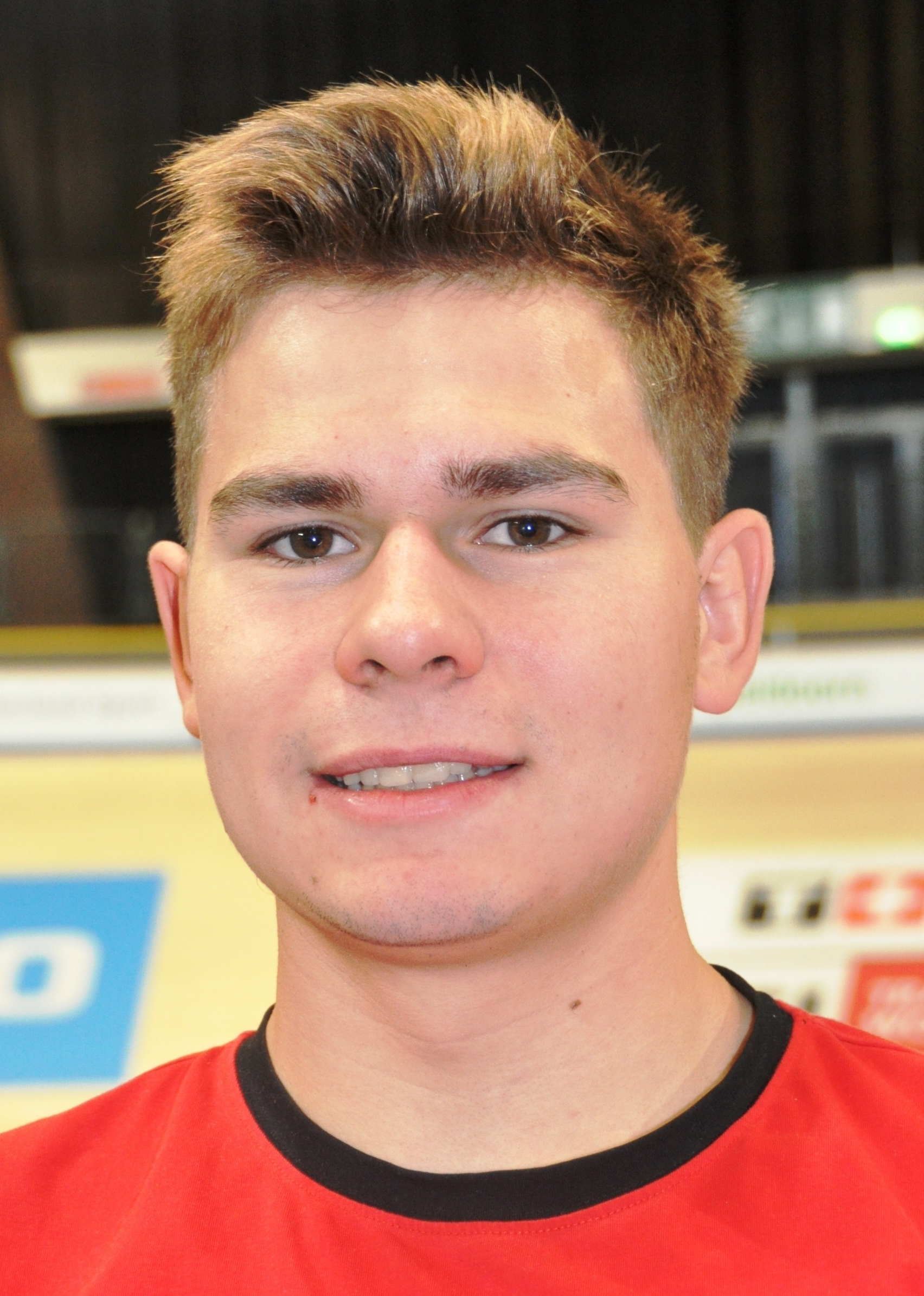
Stefan Bissegger
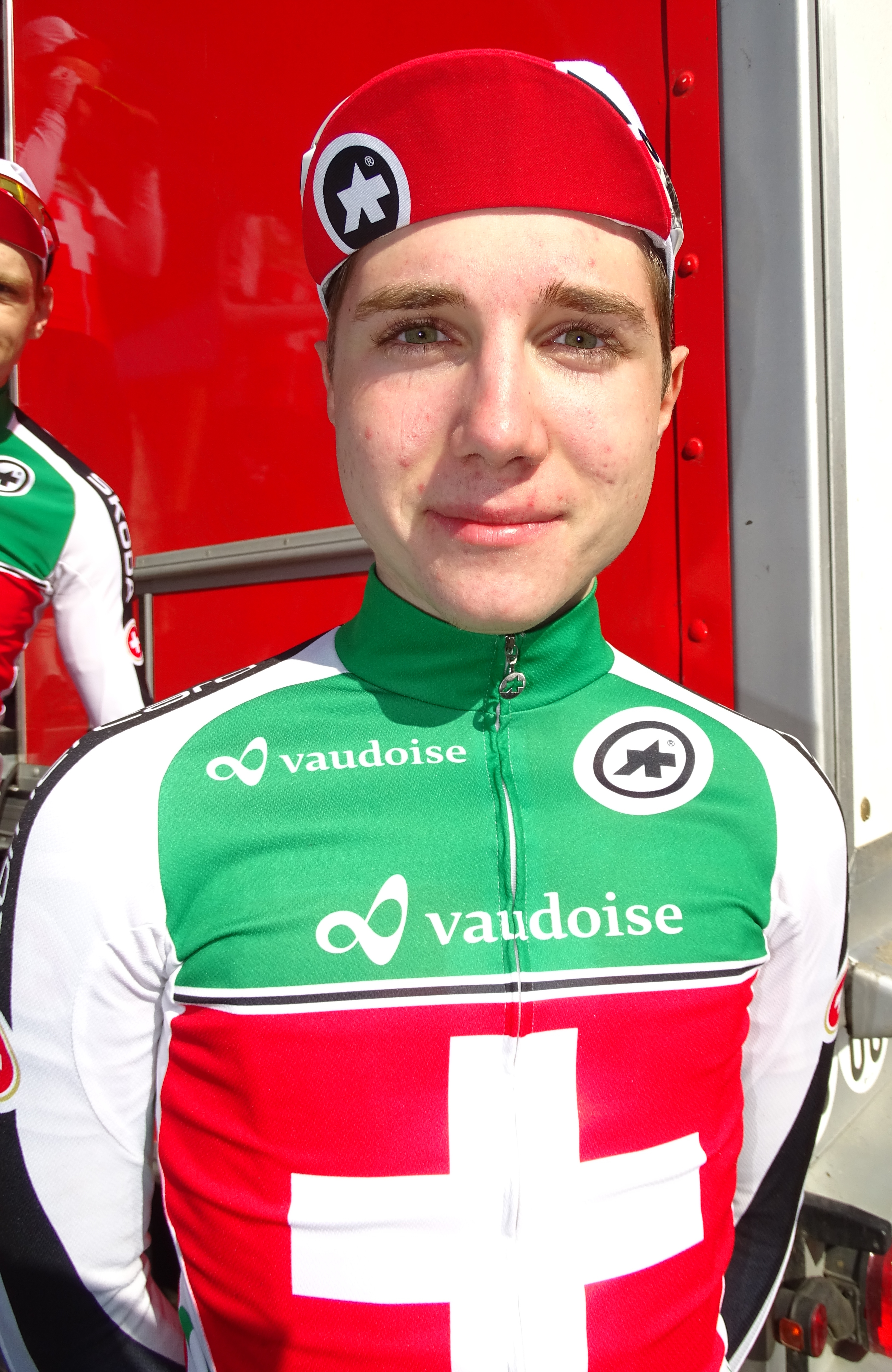
Marc Hirschi
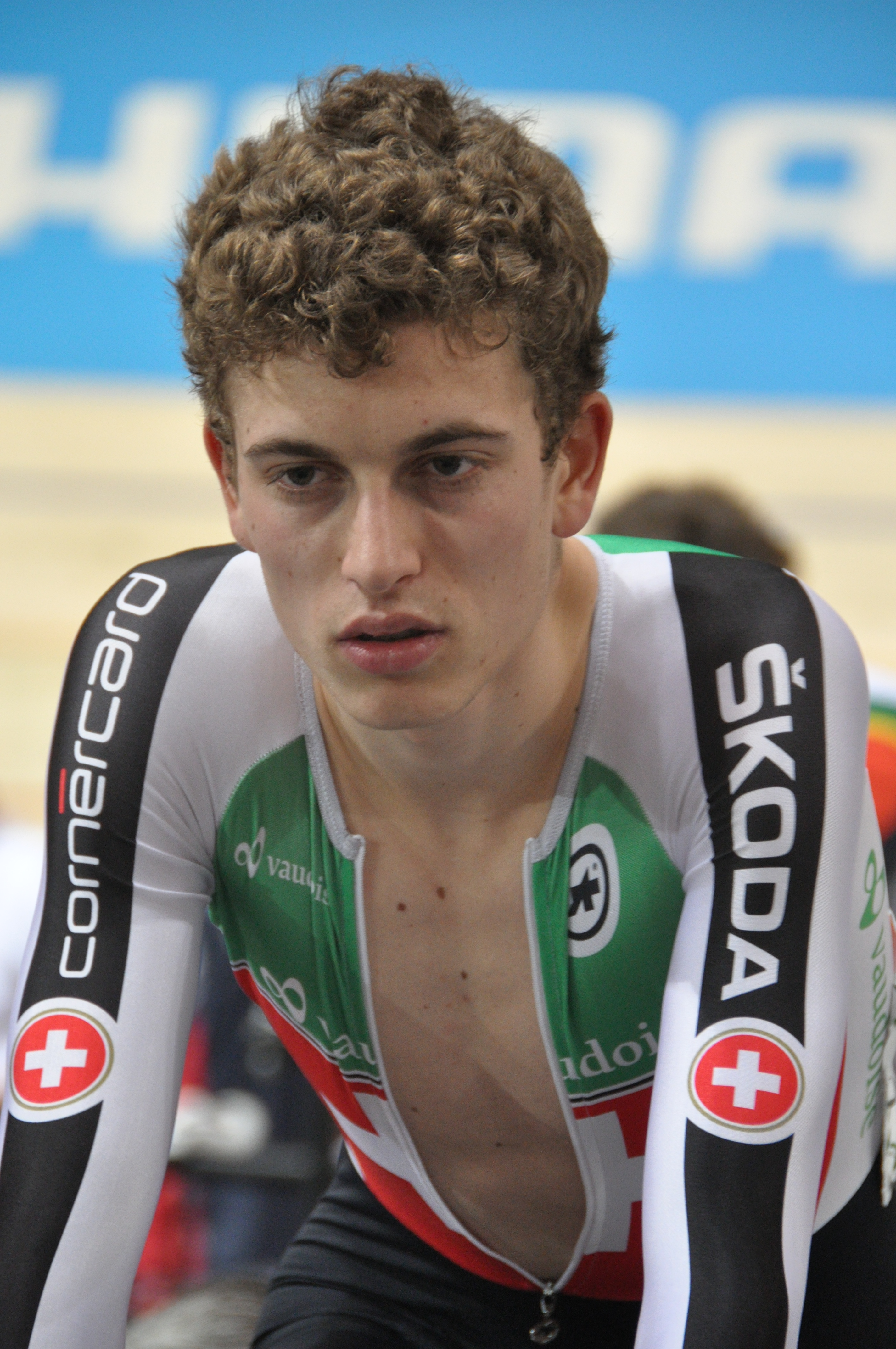
Gino Mäder
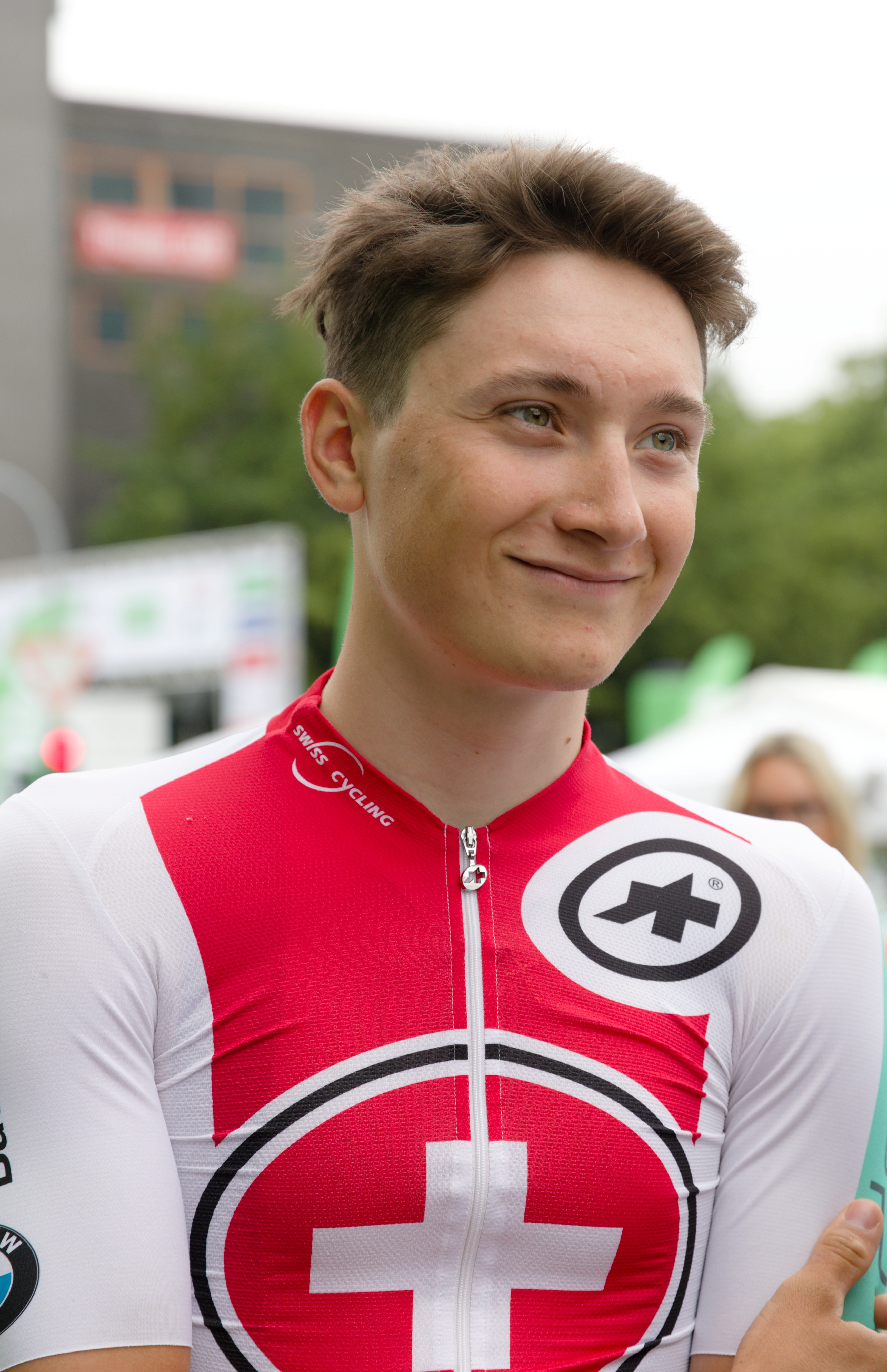
Joab Schneiter